# ثجمة
ثِجْمَة الاسم العلمي من اليونانية بمعنى «أوراق مليئة بالماء» (الاسم العلمي: Hydrophyllum)، جنس نباتات عشبية معمرة من الفصيلة الحمحمية. وتتألف من تسعة أنواع، جميعها (أصيلة) من أمريكا الشمالية.

## الأنواع
من بعض أنواعها:
- ثجمة بنقوسية
- ثجمة كندا
- ثجمة فيرجينية